# G-TELP Jr.
G-TELP Jr.(General Tests of English Language Proficiency Junior)는 2002년 국제 테스트 연구원(ITSC, International Testing Services Center)이 개발한 영어 공인 시험이다. 초등학생, 중학생을 대상으로 실용 영어 능력을 종합적으로 평가한다. 대한민국 시험은 한국지텔프위원회가 시행하며, 솜미디어와 웅진씽크빅이 위탁 운영하고 있다.

## 구성
듣기와 읽기 등 2개 영역으로 이루어진 종합 영어 능력 평가로, 각 문항은 객관식으로 구성되어 있다. 절대평가 방식으로 채점이 진행되며, 5개 단계로 시험이 구성되어 수준별 평가가 가능하다. 일상생활관련, 학교생활, 여가생활 순으로 문제의 주제가 구성되어 있다.
| 등급    | 출제방식 및 시간                              | 평가 기준                                                                                    |
| ------- | --------------------------------------------- | -------------------------------------------------------------------------------------------- |
| Level 1 | - 듣기 : 25문항 (15분) - 읽기 : 30문항 (35분) | - 간단한 의사소통 가능 - 짧은 문장을 통한 자신의 성적 표현 가능                              |
| Level 2 | - 듣기 : 25문항 (15분) - 읽기 : 30문항 (35분) | - 일정 수준 내에서 읽기와 듣기의 가능 - 단문 위주의 의사 표현 가능                           |
| Level 3 | - 듣기 : 25문항 (15분) - 읽기 : 25문항 (30분) | - 읽기 가능, 단어의 변용을 통한 의사표현 이해 가능 - 문장 내 중심 단어를 통한 의미 이해 가능 |
| Level 4 | - 듣기 : 23문항 (15분) - 읽기 : 17문항 (20분) | - 기본 문법을 통한 문장 이해 가능 - 짧은 단어의 조합을 통한 의사 표현 가능                   |
| Level 5 | - 듣기 : 27문항 (15분) - 읽기 : 13문항 (15분) | - 영어를 사용하여 주변 사물에 대한 인식 가능                                                 |

## 같이 보기
- G-TELP
- JET
- TOEFL Junior
- TOEFL Primary
- TOEIC Bridge
- VPEAT